# 三重県道20号松阪停車場線
三重県道20号松阪停車場線（みえけんどう20ごう まつさかていしゃじょうせん）は、三重県松阪市を通る主要地方道（三重県道）である。

## 概要

### 路線データ
- 起点：三重県松阪市日野町字楠302の2番地先（松阪停車場）[1]
- 終点：三重県松阪市日野町字楠584番地先[1]（日野町交差点＝三重県道60号伊勢松阪線交点）
- 総延長：338.8 m[1]
- 実延長：338.8 m[1]

## 歴史
- 1954年（昭和29年）1月20日 - 建設省（現・国土交通省）が松阪停車場と二級国道166号大和高田松阪線を結ぶ路線として主要地方道に指定。
- 1955年（昭和30年）3月8日 - 三重県が主要地方道26号松阪停車場線を認定。
- 1965年（昭和40年）8月27日 - 三重県が整理番号を26から20へ変更。
- 1993年（平成5年）5月11日 - 建設省から、主要県道松阪停車場線が松阪停車場線として主要地方道に再指定される[2]。

## 地理

### 通過する自治体
- 松阪市

### 交差する道路
| 起点：松阪停車場 |  | 終点：日野町交差点 |
| 起点：松阪停車場 |  | 終点：日野町交差点 |

- 三重県道60号伊勢松阪線（日野町交差点、終点）

### 沿線にある施設など
- 東海旅客鉄道（JR東海）紀勢本線・名松線、近畿日本鉄道山田線 松阪駅
- 桑名三重信用金庫 日野町支店